# Parorgerius minor
Parorgerius minor är en insektsart som först beskrevs av Ball 1909.  Parorgerius minor ingår i släktet Parorgerius och familjen Dictyopharidae. Inga underarter finns listade i Catalogue of Life.